# Batalla de Cádiz (1640)
La batalla de Cádiz tuvo lugar el 21 de julio de 1640. Fue un encuentro bélico naval, encuadrado dentro de la Guerra de los Treinta Años, en el que una escuadrilla francesa bajo el mando de Jean Armand de Maillé-Brézé, marqués de Brézé, atacó a un convoy español procedente de las Américas.

## Desarrollo
El ataque se produjo justo en frente de la costa de Cádiz, en el que el marqués francés utilizó una táctica desconocida en aquella época para atacar al convoy español desde ambos lados.
Los españoles perdieron un galeón, en el cual murió el Marqués de Cardeñosa, y una embarcación de poco calado, pero lograron completar se viaje y entregar la mayor parte de su cargamento.